# 南安客运中心汽车站

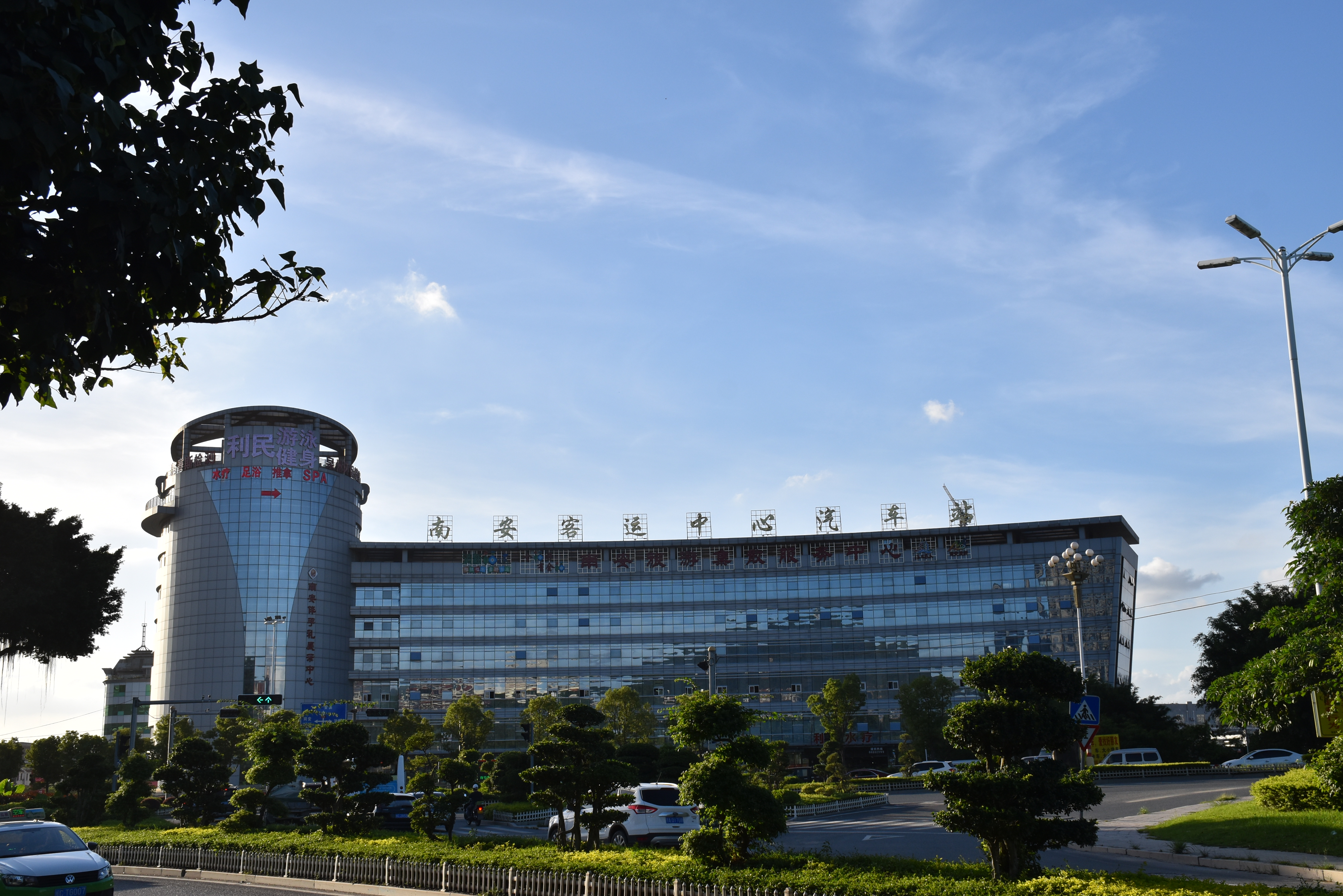
南安客运中心汽车站

南安客运中心汽车站，是南安市主要的长途汽车站之一，位于南安市溪美街道崎峰转盘旁，358国道与312省道路口。是南安市首个一级汽车客运站。车站于2016年12月22日开始试运行。

## 線路

### 客运
此汽车站有发往昆明、毕节、酉阳、重庆、贵阳、南宁、佛山、拱北、虎门的省际班车以及发往平潭、福安、漳州、永安、三明、大田、宁化、南平、建宁、厦门梧村、厦门枋湖的市际班车。

### 公交
| 路线 号码 | 起点站／终点站                                      | 收费          | 首班                                      | 末班                                        | 所属公司         |
| --------- | --------------------------------------------------- | ------------- | ----------------------------------------- | ------------------------------------------- | ---------------- |
| 南安4路   | 南安客运中心站 ↔ 一中江北校区                       | 分段计价¥2.0  | 南安客运中心站：6:45 一中江北校区：6:40   | 南安客运中心站：21:00 一中江北校区：21:00   | 南安武荣公交     |
| 南安20路  | 南安客运中心站 ↔ 红星职专                           | 分段计价¥2.0  | 南安客运中心站：8:00 红星职专：7:10       | 南安客运中心站：17:40 红星职专：18:30       | 南安武荣公交     |
| 南安26路  | 南安客运中心站 ↔ 南安北站                           | 分段计价¥2.0  | 南安客运中心站：7:20 南安北站：8:15       | 南安客运中心站：20:20 南安北站：21:00       | 南安武荣公交     |
| 南安28路  | 南安客运中心站 ↔ 柳城中学                           | 一票制¥1.0    | 南安客运中心站：6:30 柳城中学：6:50       | 南安客运中心站：21:05 柳城中学：21:30       | 南安武荣公交     |
| 106路     | 南安客运中心站 ↔ 水头汽车站                         | 分段计价¥8.0  | 南安客运中心站：6:15 水头汽车站：6:30     | 南安客运中心站：18:50 水头汽车站：18:50     | 南安闽兴公交     |
| 117路     | 南安客运中心站 ↔ 眉山乡政府                         | 分段计价¥8.0  | 南安客运中心站：6:10 眉山乡政府：7:30     | 南安客运中心站：17:30 眉山乡政府：18:30     | 南安闽兴公交     |
| 118路     | 南安客运中心站 ↔ 申鹭达 （原南安18路）              | 分段计价¥4.0  | 南安客运中心站：6:20 申鹭达：7:00         | 南安客运中心站：18:10 申鹭达：19:00         | 南安闽兴公交     |
| 126路     | 南安客运中心站 ↔ 石井南隆客运站                     | 分段计价¥10.0 | 南安客运中心站：6:20 石井南隆客运站：7:00 | 南安客运中心站：17:35 石井南隆客运站：18:10 | 南安闽兴公交     |
| 151路     | 南安客运中心站 ↔ 梅山汽车站 （原南安15、115路）     | 分段计价¥8.0  | 南安客运中心站：6:20 梅山汽车站：6:20     | 南安客运中心站：18:50 梅山汽车站：18:50     | 南安闽兴公交     |
| 161路     | 南安客运中心站 ↔ 福厦铁路泉州站 （原南安16、116路） | 分段计价¥8.0  | 南安客运中心站：6:00 福厦铁路泉州站：7:00 | 南安客运中心站：18:10 福厦铁路泉州站：19:20 | 南安闽兴公交     |
| K201路    | 泉州客运中心站 ↔ 南安客运中心站 （原206路）         | 分段计价¥5.0  | 泉州客运中心站：6:30 南安客运中心站：6:30 | 泉州客运中心站：20:00 南安客运中心站：20:00 | 公交集团环湾公司 |